# Andrea del Sarto
Andrea del Sarto, pravog imena Andrea d'Agnolo (Firenca, 16. srpnja 1486. – Firenca, 29. rujna 1531.) bio je talijanski slikar; najistaknutiji majstor firentinske visoke renesanse.
Naukovao se u studiju Piera di Cosima, pod utjecajem Leonarda da Vincija. Suvremenici njegova djela smatraju besprijekornima. Upotrebljava široke perspektive u krajolicima, a komopoziciju gradi poput Rafaela, rabi sfumato i bogat kolorit. Uporabom boja blizak je venecijanskoj renesansi. 
Slikao je freske s prizorima iz života sv. Filipa, te mnogobrojne oltarne slike. Posebnu skupinu čine njegovi meko modelirani portreti s pomno naslikanom draperijom (Portret kipara).
Del Sarto je bio i učitelj mnogim istaknutim manirističkim slikarima (Rosso Fiorentino, Jacopo Pontormo, Giorgio Vasari).

## Vanjske poveznice
- Andrea del Sarto na "Gallery of Art"

## Ostali projekti
|  | Zajednički poslužitelj ima stranicu o temi Andrea del Sarto    |
|  | Zajednički poslužitelj ima još gradiva o temi Andrea del Sarto |